# Zürich Hauptbahnhof
Zürich Hauptbahnhof (česky Curych hlavní nádraží), zkráceně Zürich HB (do roku 1893 jen Zürich) je hlavní železniční stanice v Curychu. Na nádraží jsou vypravovány vlaky tuzemské i mezistátní do sousedících zemí (Německo, Itálie, Francie a Rakousko) i do zemí vzdálenějších (Česko, Maďarsko, Balkán). Se svými více než 2 915 vlakovými pohyby za den je jedním z nejvíce frekventovaných nádraží na světě. Jako koncová stanice první švýcarské železniční trati Spanisch-Brötli-Bahn patří k nejstarším ve Švýcarsku.
Nádražní budova leží v 1. curyšském okrsku na Starém městě (Altstadt), v blízkosti ústí řeky Sihl do Limmatu, naproti Švýcarskému zemskému muzeu. Kolejiště se rozprostírá do délky cca 4 km západním směrem.

## Data

Nádraží Museumstrasse (červeně), stejně jako Nádraží SZU (zeleně) jsou podzemní.

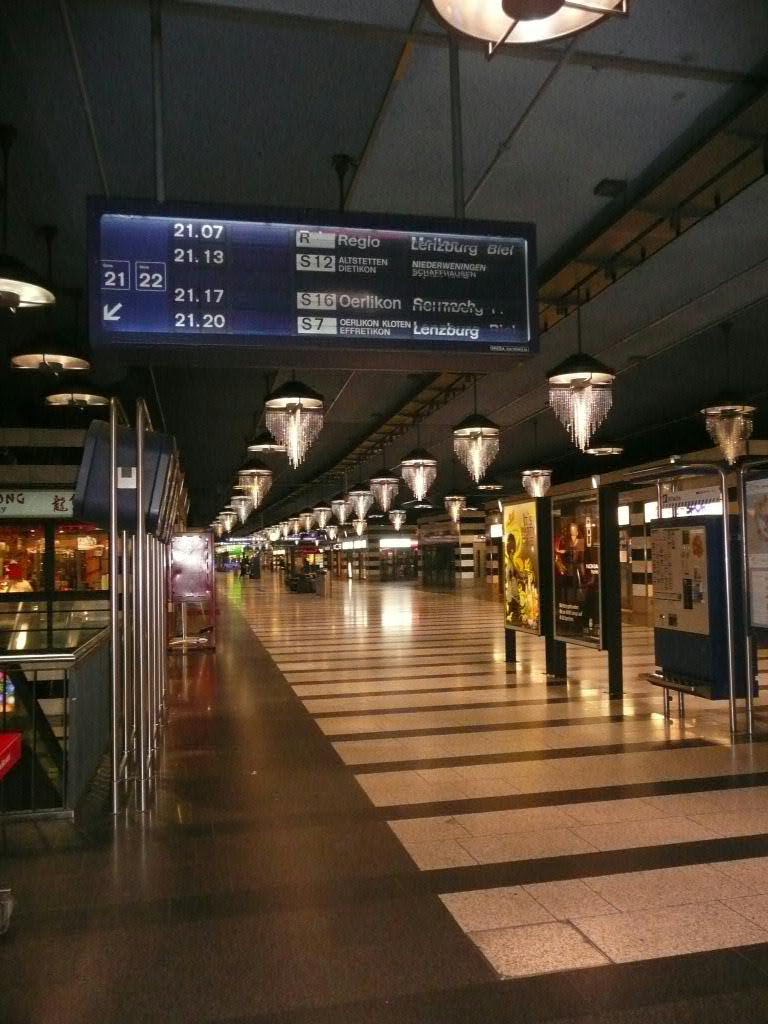
Nákupní poschodí se vstupem do nádraží Museumstrasse

Tunel Hirschgrabentunnel mezi hlavním nádražím a Stadelhofenem

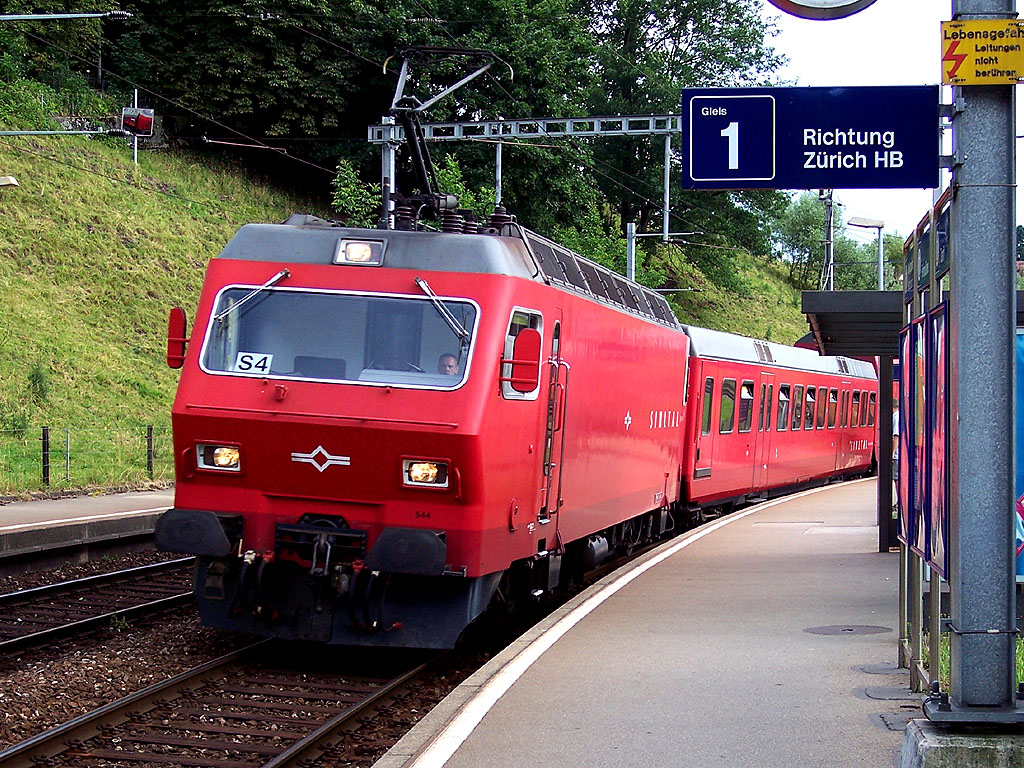
Linka S4 jedoucí ve směru Curych hlavní nádraží

Tunel Weinbergtunnel mezi hlavním nádražím a Oerlikonem

Denně využije nádraží mezi 300 000 až 500 000 cestujících. Nádraží je otevřeno celodenně s krátkou noční pauzou. Nejvíce vlaků odjíždí a přijíždí západním směrem do Bernu, Baselu a Ženevy. První vlaky vyjíždí před pátou hodinou ranní, poslední okolo jedné v noci. V pátek a v sobotu je možné využít i nočních spojů S-Bahn Zürich.
Denně je vykonáno 2 915 vlakových jízd, z toho 2 607 jízd osobních vlaků, tzn. jeden vlak za cca 25 sekund. Kolejiště je 4 km dlouhé, délka kolejí je okolo 100 km. V kolejišti je 791 výhybek, 177 hlavních a 799 trpasličích návěstidel.

## Kolejiště
Curyšské hlavní nádraží lze rozdělit do tří částí: Hlavní hala v úrovni terénu, na halu navazující přistavěné nádraží Sihlpost, podzemní průjezdné nádraží pro S-Bahn Museumstrasse a rovněž podzemní Nádraží SZU. Číslování kolejí má historické pozadí. Koleje 1 a 2 byly roku 1933 odstraněny a se zprovozněním dráhy SZU-Bahn znovu zprovozněny (aktuálně označeny jako koleje 21 a 22). Nádraží Museumstrasse je číslováno jako pokračování kolejí v hale. Koleje 51 až 54 se nacházejí na nádraží Sihlpost, které bylo vystavěno jako provizorium, ale stalo se důležitou součástí provozu S-Bahn.
Ve výstavbě je nyní nádraží Löwenstrasse, které bude druhým průjezdným podzemním nádražím.

### Hlavní hala (Koleje 3–18)
Jako hlavová stanice bojovalo toto nádraží vždy s nedostatkem nástupištních hran. Proto již od roku 1902 nepřijíždí vlaky do původní Nádražní haly, ale do roku 1933 přistavěné Querhalle, respektive navazující Gleishalle. V hale je 16 kolejí (od roku 1990 značeny jako koleje 3–18), sloužících k odbavení dálkových i části regionálních vlaků ze Švýcarska a všech vlaků ze zahraničí (EuroCity, Cisalpino, TGV, ICE a CityNightLine).
Chronický nedostatek hran přinutilo vedení SBB v šedesátých letech k naplánování výstavby podzemního průjezdného nádraží. Následovala desetiletí stavebních úprav nádraží.
V rámci projektu Bahn 2000 byly roku 1995 kromě jiného prodlouženy koleje 3–9 na délku 420 m. Přitom byly provedeny i přípravné práce pro výstavbu druhého průjezdného nádraží, které je dnes ve výstavbě právě pod těmito kolejemi. Po ukončení prací byly zahájeny práce na rekonstrukci podchodu «Passage Sihlquai».

### Nádraží Museumstrasse (Koleje 41–44)
Roku 1990 bylo zprovozněno Nádraží Museumstrasse. Nástupiště se nacházejí v podzemí na severním okraji hlavní haly naproti Švýcarskému zemskému muzeu pod Muzejní ulicí. Se svými čtyřmi kolejemi je nádraží klíčovým pro S-Bahn. Trasa pokračuje tunelem Hirschengrabentunnel pod řekou Limmat a Starým městem k nádraží Stadelhofen, kde se napojuje na pravobřežní jezerní dráhu vedoucí do oblasti Zürcher Oberland a do Winterthuru. Vedle vlaků S-Bahn zajíždí do nádraží od roku 1999 některé vlaky ICE z trati Gäubahn vedoucí do Stuttgartu.

### Nádraží SZU (Koleje 21-22)
Na jižním konci nádražního areálu, pod Nádražním náměstím, leží v podzemí pod nákupním centrem ShopVille dvě koleje trati Sihltal Zürich Uetliberg Bahn (koleje 21 a 22). Vlaky společnosti SZU-Bahn (Sihltal Zürich Uetliberg Bahn) integrované do systému S-Bahn jako linka S4 jezdí do oblasti Sihlského lesa (Sihlwald) (Na trati Sihlwald-Sihlbrugg není provozována od prosince 2006 pravidelná osobní doprava). Vlaky linky S10 jezdí do Uetlibergu.

### Nádraží Sihlpost (Koleje 51–54)
Z důvodů odlehčení hlavní haly od vlaků S-Bahn byla jižně od koleje č. 3 vybudována provizorní nástupiště se čtyřmi kolejemi (51–54). Koleje byly mírně vyosené vůči kolejím hlavní haly a po dostavbě nádraží Löwenstrasse v roce 2013 byly odstraněny. Vedle osobního nádraží se nacházely poštovní koleje poštovního třídicího centra Sihlpost. V tomto centru byl v březnu 2008 ukončen provoz a začátkem roku 2009 bylo spolu s poštovním nádražím demolováno. Zachována byla budova pošty Sihlpost, která i nadále zůstává hlavní curyšskou poštou.

### Nádraží Löwenstrasse (Koleje 31–34)
V polovině roku 2014 bylo otevřeno nové podzemní průjezdné nádraží «Bahnhof Löwenstrasse», které umožňuje na trase Altstetten – Zürich HB – Oerlikon přímé jízdy dálkových vlaků přes Curych ve směrech západ-východ a sever-jih. Odpadly tím úvraťové jízdy vlaků z levobřežní trati okolo Curyšského jezera ve směru Oerlikon. Kromě čtyř nových kolejí (31–34) byl vybudován také pět km dlouhý tunel Weinbergtunnel.

### Přednádraží
V místě současného přednádraží se nacházelo seřaďovací nádraží, které bylo po otevření nového ranžíru Zürich-Limmattal mezi Dietikonem a Spreitenbachem zrušeno. V místě se nacházely také dílny SBB. Prostor prošel v posledních letech v rámci projektu Bahn 2000 výraznou přestavbou. Mostní a tunelové stavby pomohly odstranit část křižujících se cest na zhlaví hlavního nádraží. Zbylé koleje slouží především jako odstavné pro soupravy osobních vlaků. V místě se nachází také lokomotivní depo F.
Kolejiště v tomto prostoru je domovem nejrozsáhlejší populace ještěrek na sever od Alp a prostor je chráněn jako přírodní park. Nachází se zde také populace kobylek a divokých včel.

### Prostor údržby Herdern
Z důvodů snížení počtu odstavných kolejí v prostoru přednádraží bylo vybudováno nové odstavné a údržbové zařízení Herdern mezi nádražími Curych Hardbrücke a Altstetten. Sestává z jedné dvojkolejné haly údržby, jedné jednokolejné haly pro čištění a průjezdné myčky. Pro odstavování vlaků S-Bahn a samostatných vozů slouží 23 kolejí dlouhých cca 200 m, pro odstavování celých souprav 11 kolejí délky 400 m. Prostor se nachází severozápadně od hlavního nádraží a vedou pod ním čtyři koleje trati do Altstetten.

## Dálková doprava
Z curyšského hlavního nádraží jsou vedeny následující trasy mezistátních a vnitrostátních vlaků dálkové dopravy

### Mezistátní
- EC Curych - Zug - Arth-Goldau - Bellinzona - Lugano - Milán (– Florencie)
- NJ Curych - Basilej - Amsterdam / Hannover / Hamburk / Kodaň / Berlín / Lipsko / Drážďany / Praha
- EC (Chur –) Curych - Basilej - Freiburg im Breisgau - Mohuč - Kolín nad Rýnem - Dortmund - Brémy - Hamburk
- EC (Chur –) Curych - Basilej - Strasbourg - Luxembourg - Brusel
- EC Curych - Sargans - Innsbruck - Vídeň / Salcburk
- EC Curych - Winterthur - St. Gallen - Bregenz - Lindau - Mnichov
- EN Curych - Bern - Ženeva - Perpignan - Barcelona
- EN Curych - Bologna - Florencie - Řím
- EN Curych - Sargans - Innsbruck - Graz / - Záhřeb - Bělehrad
- EN Curych - Sargans - Innsbruck - Linec - Vídeň - Budapešť / Praha
- ICE Curych - Basilej - Freiburg im Breisgau - Frankfurt nad Mohanem - Hannover - Hamburk (– Kiel) / Berlín
- IC Curych - Schaffhausen - Stuttgart
- TGV (Chur –) Curych - Basilej - Strasbourg - Paříž

### Vnitrostátní
- IC St. Gallen - Winterthur - Curych - Bern - Fribourg - Lausanne - Ženeva
- IC Romanshorn - Winterthur - Curych - Bern - Thun - Visp - Brig
- IC/EC Chur - Sargans - Curych - Basel
- IC Curych - Basel
- ICN St. Gallen - Winterthur - Curych - Olten - Biel/Bienne - Neuchâtel - Lausanne / Ženeva
- ICN/CIS Curych - Zug - Arth-Goldau - Bellinzona - Lugano - Chiasso
- IR Konstanz - Winterthur - Curych - Olten - Biel/Bienne
- IR Schaffhausen - Bülach - Curych - Olten - Burgdorf - Bern
- IR Curych - Baden AG - Brugg - Aarau - Olten - Bern
- IR Chur - Sargans - Pfäffikon SZ - Curych - Lenzburg - Aarau - Liestal - Basel
- IR Curych - Baden - Brugg AG - Frick - Stein Säckingen - Rheinfelden - Basel
- IR Letiště Curych - Curych - Zug - Lucern
- IR Curych - Zug - Rotkreuz - Lucern
- IR Curych - Zug - Arth-Goldau - Bellinzona - Locarno
- RE Curych - Pfäffikon SZ - Ziegelbrücke - Linthal
- RE Curych - Lenzburg - Aarau

## Místní a regionální doprava

### S-Bahn Curych
Hlavní nádraží je centrálním uzlem systému S-Bahn od zprovoznění v květnu 1990. Některé linky projíždějí nádražím Museumstrasse a navazujícím tunelem Hirschengrabentunnel. Linky z levého břehu Curyšského jezera do Oerlikonu používaly dříve hlavní halu a od jara roku 2003 nádraží Sihlpost. Po zprovoznění nádraží Löwenstrasse budou i tyto linky využívat toto nové podzemní nádraží.

### Městská doprava
U nádraží mají zastávky linky tramvají a trolejbusů podniku Verkehrsbetriebe Zürich (VBZ). Hlavní nádraží je jedním z nejdůležitějších uzlů tramvajové dopravy ve městě.
U nádraží staví linky:
Tramvaje: 3, 4, 6, 7, 10, 11, 13, 14
Trolejbusy: 31, 46

## Provoz

### Vlaky
Díky centrální poloze se stalo nádraží nejdůležitějším přestupním uzlem Švýcarska. V taktové dopravě, zavedené roku 1982, je Curych bodem, od kterého se celý jízdní řád odvíjí. Také zpoždění a mimořádnosti v tomto uzlu se přenášejí do celé sítě.
Vlaky dálkové dopravy přijíždějí a odjíždějí v každou celou a v půl. Při zpoždění čekají přípoje maximálně 3 minuty s výjimkou některých mezinárodních vlaků a vlaků odjíždějících v pozdních večerních hodinách. Vlaky S-Bahn také nečekají, dálkové vlaky na zpožděné vlaky S-Bahn čekají také 3 minuty.

### Řízení dopravy
Provoz v kolejišti je řízen z centrálního stavědla. Řízení provozu je rozděleno na část osobního nádraží, část přednádraží a část přilehlých traťových úseků. Vlakové cesty jsou stavěny počítačem na základě přednastavených cest v případě normálního provozu (bez zpoždění a mimořádností) automaticky. Dispečeři optimalizují vlakové cesty pouze v nutných případech, tak aby maximalizovali počet současných jízd. Manuálně se staví okolo 5000 cest posunu.
Provoz na kolejích v hlavové části je řízen třemi dispečery:
- Dispečer Střed (Mitte) řídí koleje 3–12 a traťový úsek ve směru Thalwil (Zimmerberg-Tunnel), viadukt (Wipkingen) a trati ze směru Altstetten (Südeinfahrt)
- Dispečer Sever (Nord) řídí koleje 13–18 a traťový úsek do Altstetten podél nádraží Hardbrücke a východní část odstavných kolejí mezi Langstrasse a Hardbrücke
- Dispečer Jih (Süd) řídí koleje nádraží Sihlpost a traťový úsek ve směru viadukt Wipkingen.

Další dispečer řídí provoz vlaků S-Bahn, tedy traťový úsek Stettbach - Zürichbergtunnel - Stadelhofen a dále až po Hardbrücke a také pravobřežní trať do Küsnachtu u Stadelhofenu.
Prostor přednádraží řídí dispečeři Západ (West) a Přednádraží (Vorbahnhof). Středem přednádraží vede tzv. jižní vjezd (Südeinfahrt), kterým projíždí většina vlaků ze směru Altstetten. V prostoru přednádraží se nachází přejezd přes 12 kolejí, který však není veřejný a obvykle je uzavřen.
Kolejiště v prostoru údržby Herdern je řízeno vlastním stavědlem, které řídí skupiny kusých kolejí 400, 800 a 900. Dále řídí také propojení ve směru Hardbrücke (koleje S-Bahn), přesmyk Střed ve směru přednádraží a propojovací kolej do Altstetten. Dále řídí také bývalé stavědlo Sever se skupinami J (Ida) a H (Heiri) a vjezdem do prostoru údržby G, řízeným dozorčím.
V centrálním stavědlu se nachází také dispečink dálkového řízení tratí Curych – Thalwil – Pfäffikon SZ a Thalwil – Zug – Cham.